# Jevgeni Preobrazjenski

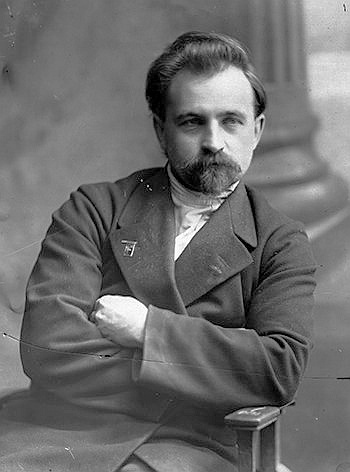
Jevgeni Preobrazjenski

Jevgeni Aleksejevitsj Preobrazjenski (Russisch: Евгений Алексеевич Преображенский) (Bolchov, oblast Orjol, 3 februari 1886 - Moskou, 13 juli 1937) was een Sovjet-Russisch revolutionair en politicus.

## Leven
Preobrazjenski sloot zich in 1903 aan bij de Bolsjewistische fractie van de Russische Sociaaldemocratische Arbeiderspartij en was van 1904 tot 1905 actief als lid van het partijbureau in de Oeral en later in Irkoetsk. Direct na de Russische Revolutie (1917) werd hij kandidaat-lid van het Centraal Comité in de Oeral. Reeds in deze tijd schaarde hij zich achter Leon Trotski en had hij kritiek op het sluiten van de Vrede van Brest-Litovsk. In mei 1918 werd hij voorzitter van het presidium van de Partij in de Oeral en was als zodanig direct betrokken bij de moord op de Romanovs.
Van 1920 tot 1921 was hij lid van het Secretariaat van de Communistische Partij van de Sovjet-Unie. Later werd hij ook Volkscommissaris van Opvoeding en lid van de Raad van Volkscommissarissen. Hij ontwikkelde zich tot een leidinggevend econoom in de Sovjet-Unie en keerde zich tegen de NEP. Tijdens de 13e partij conferentie in januari 1924, aan de vooravond van Lenins dood, had hij een forse aanvaring met Stalin, die hem verweet Lenin bij de onderhandelingen over het vredesverdrag van Brest-Litovsk in de steek te hebben gelaten: "Waar, in wiens kamp was u toen", vroeg Stalin. "U terroriseert de partij", schreeuwde Preobrazjenski terug. "Nee", antwoordde Stalin, "Ik waarschuw slechts hen die proberen tweespalt in de partij te zaaien". 
Na de dood van Lenin sloot hij zich aan bij de Linkse Oppositie van Leon Trotski. In 1927, na de val van Trotski, werd hij uit de partij gestoten, na een spijtbetuiging in 1929 opnieuw weer toegelaten, maar uiteindelijk kwam deze opstelling hem toch duur te staan: in 1933 werd hij opnieuw uit de partij gestoten en in 1936 gearresteerd. Nadat hij tijdens het tweede Moskouse showproces verder was belasterd bleef hij echter hardnekkig weigeren om de gefingeerde beschuldigingen te bekennen. In juli 1937 werd hij niettemin ter dood veroordeeld en direct daarna geëxecuteerd.
Preobrazjenski werd in 1988 gerehabiliteerd.

## Noot
1. ↑  Zie Alan Bullock, 'Hitler en Stalin; parallelle levens', Amsterdam, 1991, blz. 140

- Bibsys: 90664524
- Biblioteca Nacional de España: XX1209189
- Bibliothèque nationale de France: cb169004715 (data)
- CiNii: DA00708718
- Gemeinsame Normdatei: 124154336
- International Standard Name Identifier: 0000 0001 0869 7939
- Library of Congress Control Number: n79145580
- Nationale Bibliotheek van Letland: 000148415
- Bibliotheek van het Japanse parlement: 00453282
- Nationale Bibliotheek van Tsjechië: jn20020211015
- Nationale bibliotheek van Australië: 35990200
- Nationale Bibliotheek van Israël: 987007277729605171
- Nationale Bibliotheek van Polen: a0000001896513
- Nationale en Universitaire bibliotheek Zagreb: 000038222
- Nederlandse Thesaurus van Auteursnamen: 070768617
- Réseau des bibliothèques de Suisse occidentale: 02-A000132810
- LIBRIS: 84832
- SNAC: w6c67mjk
- Système universitaire de documentation: 056916477
- Trove: 1175586
- Virtual International Authority File: 10772256
- WorldCat: E39PBJfcMGQbkqfvww4tqhkkXd